# Trials of Mana
Trials of Mana (även känt som Seiken Densetsu 3 eller inofficiellt Secret of Mana 2) är ett actionrollspel från 1995, utvecklat av Square till Super Famicom. Spelet är det tredje i Manaserien, och uppföljaren till Secret of Mana. Spelet utspelar sig i fantasymiljö. Spelet var tänkt att släppas officiellt utanför Japan, som Secret of Mana 2, men det blev aldrig av. Från år 2000 och framåt har spelet dock blivit föremål för privatöversättningar. I juni 2019 lanserades spelet i samlingsspelet Collection of Mana under titeln Trials of Mana.